# Tournoi de clôture du championnat du Panama de football 2014
Navigation
Saison précédente Saison suivante
Le Tournoi Clausura 2014 est le quatorzième tournoi saisonnier disputé au Panama.
C'est cependant la 33e fois que le titre de champion du Panama est remis en jeu.
Lors de ce tournoi, le Tauro FC a tenté de conserver son titre de champion du Panama face aux neuf meilleurs clubs panaméens.
Chacun des dix clubs participant était confronté deux fois aux neuf autres équipes. Puis les quatre meilleurs se sont affrontés lors d'une phase finale à la fin du tournoi.
Seulement une place était qualificative pour la Ligue des champions de la CONCACAF.

## Les 10 clubs participants
| \| Panama City : Alianza FC Chorrillo FC CD Plaza Amador Río Abajo FC Tauro FC Panama City Deportivo Árabe Unido Chepo FC CAI La Chorrera San Francisco FC Sporting San Miguelito \| Localisation des clubs. |
| Panama City : Alianza FC Chorrillo FC CD Plaza Amador Río Abajo FC Tauro FC Panama City Deportivo Árabe Unido Chepo FC CAI La Chorrera San Francisco FC Sporting San Miguelito                               |

Ce tableau présente les dix équipes qualifiées pour disputer le championnat 2013-2014. On y trouve le nom des clubs, le nom des stades dans lesquels ils évoluent ainsi que la capacité et la localisation de ces derniers.
| Club                   | Stade                         | Capacité | Ville         |
| Alianza FC             | Camp Luis Ernesto Tapia (es)  | 900      | Panama City   |
| Deportivo Árabe Unido  | Stade Armando Dely Valdes     | 4 000    | Colón         |
| Chepo FC               | Camp Luis Ernesto Tapia (es)  | 900      | Chepo         |
| CAI La Chorrera        | Stade Agustín Muquita Sánchez | 8 000    | La Chorrera   |
| Chorrillo FC           | Stade Javier Cruz             | 2 500    | Panama City   |
| CD Plaza Amador        | Stade Javier Cruz             | 2 500    | Panama City   |
| Río Abajo FC (en)      | Camp Luis Ernesto Tapia (es)  | 900      | Panama City   |
| San Francisco FC       | Stade Agustín Muquita Sánchez | 8 000    | La Chorrera   |
| Sporting San Miguelito | Camp Luis Ernesto Tapia (es)  | 900      | San Miguelito |
| Tauro FC               | Camp Luis Ernesto Tapia (es)  | 900      | Panama City   |

## Compétition
Le tournoi Clausura se déroule de la même façon que le tournoi saisonnier précédent, en deux phases :
- La phase de qualification : les dix-huit journées de championnat.
- La phase finale : les matchs aller-retour allant des demi-finales à la finale.

### Phase de qualification
Lors de la phase de qualification les dix équipes affrontent à deux reprises les neuf autres équipes selon un calendrier tiré aléatoirement.
Les quatre meilleures équipes sont qualifiées pour les demi-finales.
Le classement est établi sur le barème de points classique (victoire à 3 points, match nul à 1, défaite à 0).
Le départage final se fait selon les critères suivants :
- Le nombre de points.
- La différence de buts générale.
- Le nombre de buts marqué.

#### Classement
| Rang | Équipe                 | Pts | J  | G | N | P  | Bp | Bc | Diff |
| ---- | ---------------------- | --- | -- | - | - | -- | -- | -- | ---- |
| 1    | Deportivo Árabe Unido  | 34  | 18 | 9 | 7 | 2  | 27 | 12 | +15  |
| 2    | Chorrillo FC           | 31  | 18 | 8 | 7 | 3  | 28 | 16 | +12  |
| 3    | CD Plaza Amador        | 30  | 18 | 7 | 9 | 2  | 13 | 9  | +4   |
| 4    | Río Abajo FC (en)      | 26  | 18 | 6 | 8 | 4  | 20 | 16 | +4   |
| 5    | San Francisco FC       | 25  | 18 | 7 | 4 | 7  | 18 | 15 | +3   |
| 6    | Sporting San Miguelito | 24  | 18 | 6 | 6 | 6  | 20 | 26 | -6   |
| 7    | Alianza FC             | 22  | 18 | 6 | 4 | 8  | 18 | 23 | -5   |
| 8    | Tauro FC T             | 21  | 18 | 5 | 6 | 7  | 16 | 17 | -1   |
| 9    | Chepo FC               | 14  | 18 | 3 | 5 | 10 | 17 | 24 | -7   |
| 10   | CAI La Chorrera P      | 13  | 18 | 3 | 4 | 11 | 13 | 32 | -19  |

| Légende : Qualifications et relégations | Légende : Qualifications et relégations          |
| --------------------------------------- | ------------------------------------------------ |
|                                         | Qualifié pour les demi-finales                   |
|                                         | T Tenant du titre P Promu de la saison 2012-2013 |

#### Matchs
| Résultats (▼dom., ►ext.)                                   | Ali | Ára | Che | CAI | Cho | Pla | Río | San | Spo | Tau |
| Alianza FC                                                 |     | 2-4 | 1-0 | 1-0 | 0-3 | 0-1 | 2-2 | 2-1 | 1-1 | 0-1 |
| Deportivo Árabe Unido                                      | 1-1 |     | 1-0 | 4-0 | 2-3 | 0-0 | 1-2 | 1-0 | 2-1 | 0-0 |
| Chepo FC                                                   | 2-0 | 1-1 |     | 3-1 | 2-2 | 0-0 | 1-1 | 1-2 | 0-1 | 0-2 |
| CAI La Chorrera                                            | 0-2 | 0-5 | 3-1 |     | 1-3 | 0-1 | 0-0 | 0-1 | 0-1 | 2-1 |
| Chorrillo FC                                               | 1-3 | 0-0 | 1-0 | 1-1 |     | 0-0 | 1-3 | 0-1 | 3-0 | 2-1 |
| CD Plaza Amador                                            | 1-0 | 1-1 | 1-0 | 1-1 | 1-1 |     | 1-0 | 2-1 | 0-0 | 0-0 |
| Río Abajo FC (en)                                          | 0-1 | 0-0 | 2-1 | 2-1 | 1-1 | 2-0 |     | 0-1 | 0-1 | 1-1 |
| San Francisco FC                                           | 2-0 | 0-1 | 3-0 | 0-1 | 0-0 | 1-1 | 2-2 |     | 1-2 | 1-1 |
| Sporting San Miguelito                                     | 2-2 | 1-2 | 1-4 | 2-2 | 0-3 | 2-1 | 1-1 | 1-0 |     | 1-2 |
| Tauro FC                                                   | 1-0 | 0-1 | 1-1 | 3-0 | 0-3 | 0-1 | 0-1 | 0-1 | 2-2 |     |
| - Victoire à domicile - Match nul - Victoire à l'extérieur |     |     |     |     |     |     |     |     |     |     |

### Classement cumulatif
| Rang | Équipe                 | Pts | J  | G  | N  | P  | Bp | Bc | Diff |
| ---- | ---------------------- | --- | -- | -- | -- | -- | -- | -- | ---- |
| 1    | CD Plaza Amador        | 63  | 36 | 17 | 12 | 7  | 33 | 23 | +10  |
| 2    | Tauro FC C             | 59  | 36 | 17 | 8  | 11 | 40 | 29 | +11  |
| 3    | Deportivo Árabe Unido  | 57  | 36 | 15 | 12 | 9  | 44 | 28 | +16  |
| 4    | San Francisco FC       | 56  | 36 | 16 | 8  | 12 | 38 | 27 | +11  |
| 5    | Chorrillo FC C         | 56  | 36 | 14 | 14 | 8  | 45 | 35 | +10  |
| 6    | Sporting San Miguelito | 44  | 36 | 12 | 8  | 16 | 42 | 52 | -10  |
| 7    | Chepo FC               | 42  | 36 | 11 | 9  | 16 | 36 | 41 | -5   |
| 8    | CAI La Chorrera P      | 41  | 36 | 11 | 8  | 17 | 37 | 51 | -14  |
| 9    | Alianza FC             | 38  | 36 | 10 | 8  | 18 | 29 | 43 | -14  |
| 10   | Río Abajo FC (en)      | 35  | 36 | 8  | 11 | 17 | 29 | 44 | -15  |

| Légende : Qualifications et relégations | Légende : Qualifications et relégations                                        |
| --------------------------------------- | ------------------------------------------------------------------------------ |
|                                         | Ligue des champions de la CONCACAF 2014-2015 (Phase de groupes)                |
|                                         | Relégué en Liga Nacional de Ascenso                                            |
|                                         | C Vainqueur d'un des deux tournois de la saison P Promu de la saison 2012-2013 |

### La Phase Finale
Les quatre équipes qualifiées sont réparties dans le tableau final d'après leur classement général.
En cas d'égalité sur la somme des deux matchs, c'est l'équipe ayant marqué le plus de buts à extérieur qui l'emporte puis une prolongation et une séance de tirs au but ont éventuellement lieu.

#### Tableau
|  | 1/2 finale            | 1/2 finale            | 1/2 finale        | 1/2 finale | 1/2 finale | 1/2 finale |              |              | Finale | Finale | Finale | Finale | Finale |  |
|  |                       |                       |                   |            |            |            |              |              |        |        |        |        |        |  |
|  |                       |                       |                   |            |            |            |              |              |        |        |        |        |        |  |
|  |                       |                       |                   |            |            |            |              |              |        |        |        |        |        |  |
|  | Chorrillo FC          | Chorrillo FC          | (2)               | 0          | 1          | 0(4)       |              |              |        |        |        |        |        |  |
|  | Chorrillo FC          | Chorrillo FC          | (2)               | 0          | 1          | 0(4)       |              |              |        |        |        |        |        |  |
|  | CD Plaza Amador       | CD Plaza Amador       | (3)               | 1          | 0          | 0(2)       |              |              |        |        |        |        |        |  |
|  | CD Plaza Amador       | CD Plaza Amador       | (3)               | 1          | 0          | 0(2)       | Chorrillo FC | Chorrillo FC | (2)    | 1      |        |        |        |  |
|  |                       |                       |                   |            |            |            | Chorrillo FC | Chorrillo FC | (2)    | 1      |        |        |        |  |
|  |                       | Río Abajo FC (en)     | Río Abajo FC (en) | (4)        | 0          |            |              |              |        |        |        |        |        |  |
|  | Deportivo Árabe Unido | Deportivo Árabe Unido | Río Abajo FC (en) | (4)        | 0          | (1)        | 0            | 0            |        |        |        |        |        |  |
|  | Deportivo Árabe Unido | Deportivo Árabe Unido |                   |            |            | (1)        | 0            | 0            |        |        |        |        |        |  |
|  | Río Abajo FC (en)     | Río Abajo FC (en)     | (4)               | 3          | 1          |            |              |              |        |        |        |        |        |  |
|  | Río Abajo FC (en)     | Río Abajo FC (en)     | (4)               | 3          | 1          |            |              |              |        |        |        |        |        |  |

#### Demi-finales
| Club                  | Aller | Retour | Club              | Commentaire                     |
| Deportivo Árabe Unido | 0-3   | 0-1    | Río Abajo FC (en) |                                 |
| Chorrillo FC          | 0-1   | 1-0    | CD Plaza Amador   | Vainqueur aux tirs au but : 4-2 |

#### Finale
| 18 mai 2014 | Chorrillo FC      | 1:0 | Río Abajo FC (en) | Stade Rommel Fernández |
|             | Sergio Moreno 90e |     |                   |                        |

## Bilan du tournoi
| Tournoi de clôture du championnat de football du Panama 2014 |                         |
| Champion                                                     | Chorrillo FC (2e titre) |
| Dauphin                                                      | Río Abajo FC (en)       |
| Qualifications continentales                                 |                         |
| Ligue des champions 2014-2015 (Phase de groupes)             | Chorrillo FC            |
| Promotions et relégations                                    |                         |
| Promus en Liga Panameña de Fútbol                            | Atlético Chiriquí       |
| Relégués en Liga Nacional de Ascenso                         | Río Abajo FC (en)       |

## Statistiques

### Buteurs
| Rang | Nom | Équipe | Buts |
| 1    | -   | -      | -    |
| 3    | -   | -      | -    |